# Mixage 2001
Mixage 2001 è una compilation di brani musicali famosi nel 2000, pubblicata a dicembre di quell'anno. La compilation venne pubblicata su CD e MC dalla Baby Records International e distribuita in Italia dalla Sony Music Entertainment Italy S.p.A.

## Tracce
1. Anastacia - I m outta love
2. NSYNC - It s gonna be me
3. Bon band ohne namen - Boys
4. Kosheen - Hide li
5. Bomfunk mc s - B boys & flygirls
6. Moloko - Pure pleasure seeker
7. Scooter - She's the sun
8. RMN - Everybody turn around
9. Naive - Looking 5 happiness
10. Sonny Jones - Follow you follw me
11. Benjamin Diamond - In your arms
12. Spiller - Groove jet (if this ain t love)
13. Snatch - Let me love you boy
14. A1 - Take on me
15. Harry Thunann - Underwater (part1)
16. D.D. Sound - 1,2,3,4... Gimme some more
17. Planet perfecto - Bullet in the gun 2000
18. Teknologica - Fall in love (I am a robot)
19. Dario F - Ave Maria...oh Mary
20. Medusa's Spite - Somene by my side

## Classifiche

### Classifiche di fine anno
| Classifica (1999) | Posizione | Max Posizione |
| ----------------- | --------- | ------------- |
| Italia            |           |               |